# T. Harry Williams
Thomas Harry Williams, meist zitiert als T. Harry Williams, (* 19. Mai 1909 in Vinegar Hill, Illinois; † 6. Juli 1979 in Baton Rouge, Louisiana) war ein US-amerikanischer Historiker. Er war Professor an der Louisiana State University (LSU) in Baton Rouge.
Williams studierte an der University of Wisconsin in Platteville mit dem Bachelor-Abschluss 1931 sowie an der University of Wisconsin–Madison mit dem Master-Abschluss 1932 und der Promotion 1937 bei William B. Hesseltine. Er unterrichtete dort und war ab 1938 Professor an der University of Nebraska at Omaha sowie ab 1941 Professor an der University of Louisiana (ab 1953 Boyd Professor). 1960 hielt er die Harmon Memorial Lecture in Military History an der United States Air Force Academy.
1966/67 war er Gastprofessor an der University of Oxford (Harmsworth Professor). 1957 war er Guggenheim Fellow. Er war mehrfacher Ehrendoktor (u. a. Tulane University, Loyola University).
Er ist vor allem für sein Buch Lincoln and his Generals über Abraham Lincolns Verhältnis zu seinen Generälen im  Amerikanischen Bürgerkrieg bekannt (sowie andere Bücher über Generäle der Nord- und Südstaaten) und die Biographie des Gouverneurs von Louisiana Huey Long bekannt. Für letztere erhielt er den Pulitzer-Preis für Biographie und den National Book Award. Er schrieb auch ein in den USA verbreitetes Schulbuch über amerikanische Geschichte.
1979 wurde ein Lehrstuhl an der LSU nach ihm benannt und das Oral-History-Programm ist dort auch nach ihm benannt. Umfangreiche Oral-History-Aufzeichnungen auf Tonband dienten ihm als Grundlage seiner Huey-Long-Biographie.

## Schriften
- mit Richard N. Current, Frank Freidel History of the United States, Knopf 1959
- mit Current, Friedel: American History: a survey, 2. Auflage, Knopf 1966, 5. Auflage 1979
- mit Current, Friedel: The essentials of American history, Knopf 1972
- Lincoln and his Generals, Knopf 1952, New York: Vintage Books 2011
- Huey Long, Knopf 1969
- McClellan, Sherman and Grant, Rutgers University Press 1962
- Romance and Realism in Southern Politics, University of Georgia Press 1961
- The selected essays of T. Harry Williams, Louisiana State University Press 1983
- P.G.T. Beauregard; Napoleon in gray, Louisiana State University Press 1955
- The history of American wars from 1745 to 1918, Random House 1981
- Hayes of the Twenty-Third : the Civil War volunteer officer, Knopf 1965
- The American Civil War, in The New Cambridge Modern History, Band 10, 1960